# Conicera quadrata
Conicera quadrata är en tvåvingeart som beskrevs av Mikhail B. Mostovski och Ronald Henry Lambert Disney 2003. Conicera quadrata ingår i släktet Conicera och familjen puckelflugor. Inga underarter finns listade i Catalogue of Life.